# Zagrađe (Chorwacja)
Zagrađe – wieś w Chorwacji, w żupanii pożedzko-slawońskiej, w mieście Pleternica. W 2011 roku liczyła 492 mieszkańców.